# Mad Max (gruppo musicale)
I Mad Max sono un gruppo heavy metal nato nel 1982 a Münster, Germania.

## Storia

### Anni '80
I Mad Max si formarono a Münster, Germania nel 1982, originariamente composti dal cantante Andreas Baesler, i chitarristi Wilfred Schneider e Jürgen Breforth, il bassista Thomas Hoffman ed il batterista Uwe Starck. Il gruppo incise subito un album di debutto omonimo autofinanziato, che vide la luce durante lo stesso '82. Il disco venne ristampato per la piccola etichetta Roof Music l'anno successivo. La prima incarnazione della combo ebbe però breve durata; venne arruolato il nuovo cantante Michael Voss, all'epoca appena diciannovenne. Il quintetto, una volta stabilizzato riuscì a concludere un contratto con la Roadrunner Records, con cui stamparono il secondo album Rollin' Thunder, nell'ottobre del 1984. Questo venne distribuito anche sul mercato statunitense dalla Metal Blade Records. Hoffmann venne in seguito sostituito dal nuovo bassista Jürgen Sander. Tuttavia i Mad Max continuarono i frequenti cambi di formazione quando Schneider e Starck optarono per raggiungere un'altra band di concittadini, i Carrie. Tra le nuove reclute figurava il bassista Roland Bergmann, il batterista Axel Kruse ed il chitarrista Christopher Wegmann. Questa formazione registrò il terzo capitolo dei Mad Max, intitolato Stormchild, nel 1985. L'anno seguente venne estratta la hit "Fox On The Run", famosa cover dei Sweet. Il chitarrista Chris Gerhard "Angel" Schliefer raggiunse infine i connazionali Sinner per l'album Comin' Out Fighting (1986), ma suonò anche con altri gruppi tra cui Pretty Maids, Bonfire e Sabu. L'album finale dei Mad Max fu Night Of Passion, prodotto da Dirk Steffens per la Roadrunner, venne pubblicato nel 1987.
Per la promozione del disco, il gruppo suonò in tour europei al fianco dei Pretty Maids e degli Stryper. Tuttavia la formazione annunciò lo scioglimento nel 1989 quando Michael Voss diede le dimissioni.
In seguito il cantante forma i "Casanova", poi si riunì a Schliefer per fondare i Demon Drive. Tutti questi gruppi ottennero una popolarità relativamente alta in Germania. Nel frattempo Axel Kruse si unì ai Jaded Heart. I due ex chitarristi dei Mad Max Jürgen Breforth e Ralf Heyne crearono i Tanner. Heyne in seguito pubblicò un album omonimo con i Docheyne.

### Reunion
I Mad Max, con gli unici sopravvissuti Voss e Breforth, si riformarono nel 2000 pubblicando il nuovo album Never Say Never, per la Point Music. Tra i session player coinvolti nelle incisioni figurava la sezione ritmica dei Tanner, ovvero il bassista Carsten Tischer e Yogi Spittka. In Giappone l'album venne diffuso sotto il nome di Criminal Religion. Durante il tardo 2001 Heyne diede vita ad un nuovo progetto chiamato Biss, nato dall'unione con il cantante dei Victory Fernando Garcia.
Nel 2005 i Mad Max tornano sulle scene con un nuovo album, Night Of The White Rock, diffuso dalla AOR Heaven. Questo periodo segnò una svolta nella carriera della band, visto che fu il primo album a presentare tematiche tipicamente cristiane. Nel febbraio del 2006 il gruppo aprì una serie di date per i Deep Purple e Alice Cooper, ed annunciò i piani per un tour tedesco previsto per maggio, assieme ai Paganini e Jaded Heart. Quello stesso anno venne pubblicato un mini-album/EP intitolato In White, che includeva una versione acustica del brano "Night Of The White Rock", e una rivisitazione di "Lonely Is The Hunter", una vecchia traccia presente nell'album di debutto, l'inedita "Hello Father", ed una versione cover di un classico gospel, "Open The Eyes Of My Heart".

## Formazione

### Formazione attuale
- Michael Voss - voce, chitarra
- Jürgen Breforth - chitarra
- Roland Bergmann - basso

### Ex componenti
- Andreas Baesler - voce
- Jürgen Sander - basso
- Thomas Hoffmann - basso
- Christopher Wegmann - chitarra
- Wilfred Schneider - chitarra
- Ralf Heyne - chitarra
- Uwe Starck - batteria
- Yogi Spittka - batteria
- Carsten Tischen - batteria
- Axel Kruse - batteria

## Discografia

### Album in studio
- 1982 - Mad Max
- 1984 - Rollin Thunder
- 1985 - Stormchild
- 1987 - Night Of Passion
- 1999 - Never Say Never
- 2006 - Night Of White Rock
- 2007 - White Sands
- 2008 - Here We Are

### EP
- 2006 - In White